# Zenji Okuzawa
Zenji Okuzawa (* 26. November 1937; † 5. Juli 2021) war ein japanischer Leichtathlet, der sich auf den Hindernislauf spezialisiert hatte.

## Biografie
Zenji Okuzawa besuchte nach seinem Abschluss an der Sano High School die Tōyō-Universität. Dort machte er 1960 seinen Abschluss in Wirtschaftswissenschaften und arbeitete fortan bei Tōkyū Dentetsu.
1962 wurde er japanischer Meister über 3000 Meter Hindernis und sicherte sich in selbiger Disziplin bei den Asienspielen in Jakarta die Bronzemedaille. Ein Jahr später verletzte sich Okuzawa schwer am Knie, sodass er zunächst nicht für die Olympischen Sommerspiele 1964 in Tokio nominiert wurde. Drei Wochen vor Beginn der Spiele wurde er aber doch noch in die Olympiamannschaft des Gastgeberlandes berufen. Im 3000-Meter-Hindernislauf schied er als Fünfter seines Vorlaufes aus.